# Easton (Maryland)
Pour les articles homonymes, voir Easton.
La ville d'Easton est le siège du comté de Talbot, situé dans le Maryland, aux États-Unis.

## Personnalités
- Richard F. Colburn, sénateur (né en 1950).
- Samuel J. Seymour (1860-1956), Américain connu pour avoir été le dernier témoin de l'assassinat d'Abraham Lincoln, est né à Easton.